# Katie Hurley
Olga Katherine Torkelsen "Katie" Hurley (Juneau, 30 de marzo de 1921 - Portland, 21 de febrero de 2021), fue la secretaria del gobernador territorial de Alaska, Ernest Gruening, desde 1944 hasta su salida del cargo en 1953. Fue Secretaria en Jefe de la Convención Constitucional de Alaska en 1955-1956 y secretaria del Senado del Estado durante cinco mandatos. En 1984, fue elegida para el puesto 16-A en la casa de Alaska, sirviendo hasta enero de 1987.

## Primeros años
Hurley nació en Juneau, hija de inmigrantes noruegos, su padre era pescador y carpintero. Asistió a Juneau High School, donde fue salutatorian de clase. Luego asistió a Behnke-Walker Business College en Portland, Oregón. Se incorporó al personal del gobernador territorial Ernest Gruening como taquígrafa / secretaria en 1940, cuando tenía 19 años. Se convirtió en asistente del gobernador en 1941. Se casó en 1944 y luego se convirtió en la Secretaria ejecutiva del gobernador ese año, sirviendo incluso mientras estaba embarazada, hasta la partida de Gruening de su cargo en 1953.

## Vida política y cívica

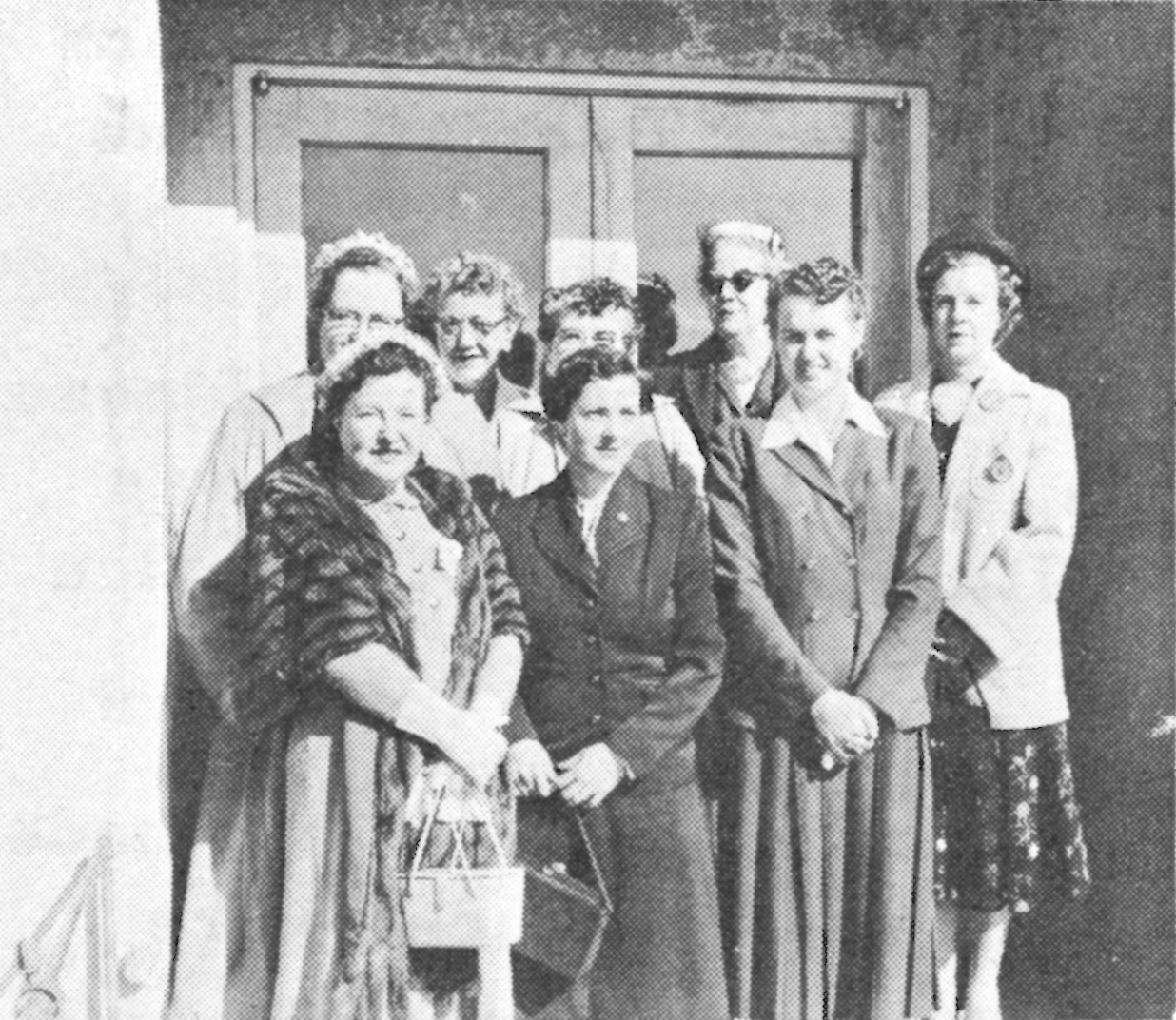
Hurley, entonces conocida como Katherine T. Alexander, aparece en el frente derecho como parte de una fiesta de bienvenida en el Aeropuerto Municipal de Juneau, reuniéndose con los delegados que llegan a la convención territorial de 1956 de la Federación de Clubes de Mujeres de Alaska.

Hurley se convirtió en Secretario del Senado Territorial y luego en Secretario en Jefe de la Convención Constitucional de Alaska en 1955-1956. Después de la estadidad, se convirtió en Secretaria del Senado del Estado durante cinco sesiones. Hurley se desempeñó como presidenta de la Junta de Educación del Estado durante siete años y fue Directora Ejecutiva de la Comisión de Mujeres de Alaska durante tres años. Fue la presidenta de la Federación Nacional de Empleados Federales. Formó parte del personal de transición de la estadidad del gobernador William A. Egan en 1959-1960. Hurley ganó las primarias demócratas para la nominación de vicegobernador en 1978, la primera mujer en ganar una elección estatal en Alaska, uniéndose a la lista de candidatos demócratas a gobernador, la abogada de Anchorage, Chancy Croft. En 1984, ganó un escaño 16-A en la Cámara de Mat-Su Valley, presidió el Comité de Asuntos Estatales y fue miembro del Comité de Educación de la Cámara. Sirvió en el Consejo Judicial de Alaska. También fue elegida miembro de la junta de la Asociación Eléctrica de Matanuska. Fue Presidenta de la Comisión de Derechos Humanos de Alaska, la Junta de Personal del estado y, durante nueve años, la Junta Directiva de la Asociación Telefónica de Matanuska. Perdió su escaño en la cámara estatal ante el republicano Curtis D. Menard en 1986. En 2006, a los 85 años, en lugar de permitir que el republicano Vic Kohring, sospechoso de un delito grave, se postulara sin oposición, se postuló nuevamente para la casa de Alaska pero perdió, a pesar de los crecientes problemas legales de Kohring. También se desempeñó como Directora Ejecutiva de la Comisión de Alaska sobre la Condición Jurídica y Social de la Mujer y fue Presidenta de la Junta de Educación del Estado durante siete años. Fue incluida en el Salón de la Fama de Mujeres de Alaska en 2009.

## Vida personal
Hurley se casó con Joe Alexander en 1944 y tuvo dos hijos, David y Susan. Se volvió a casar en 1960 con Jim Hurley, delegado a la Convención Constitucional de Alaska y miembro de la primera legislatura estatal. Tuvieron una hija, Mary. Se mudaron a Palmer en 1960, compraron la oficina de la compañía Alaska Title Guaranty y luego se mudaron a la orilla del lago Wasilla en 1963. Se divorciaron algún tiempo después de eso. Fue la organista de la Iglesia Episcopal de St. David en Wasilla durante décadas. En 2001, recibió el premio Dot Jones, nombrado así por la primera alcaldesa del municipio de Mat-Su. En 2009, fue incluida en el Salón de la Fama de Mujeres de Alaska. Hurley murió cerca de su familia en un centro privado de cuidado de la memoria en Portland, Oregón donde pasó los últimos años de su vida. La aprobación de Hurley dejó al delegado y exsenador del estado de Alaska Vic Fischer como el único participante vivo que queda en la Convención Constitucional del estado.